# Вуйвичи
Вуйвичи (бел. Вуйвічы) — деревня в Пинском районе Брестской области Белоруссии. Входит в состав Боричевичского сельсовета. Население — 54 человека (2019).

## География
Вуйвичи находятся в 28 км к юго-востоку от центра Пинска. Деревня находится в низменном заболоченном регионе, стоит на левом берегу реки Стыр незадолго до впадения того в Припять. Через деревню проходит местная дорога Лемешевичи — Вуйвичи, ещё одна дорога ведёт в соседние деревни Тырвовичи и Ситицк.

## Достопримечательности
- Церковь св. Ильи. Построена из дерева в 1788 году, частично перестроена в 1937 году. Ильинская церковь — памятник архитектуры, включена в Государственный список историко-культурных ценностей Республики Беларусь[3] —  Историко-культурная ценность Республики Беларусь, шифр 112Г000555

## Галерея

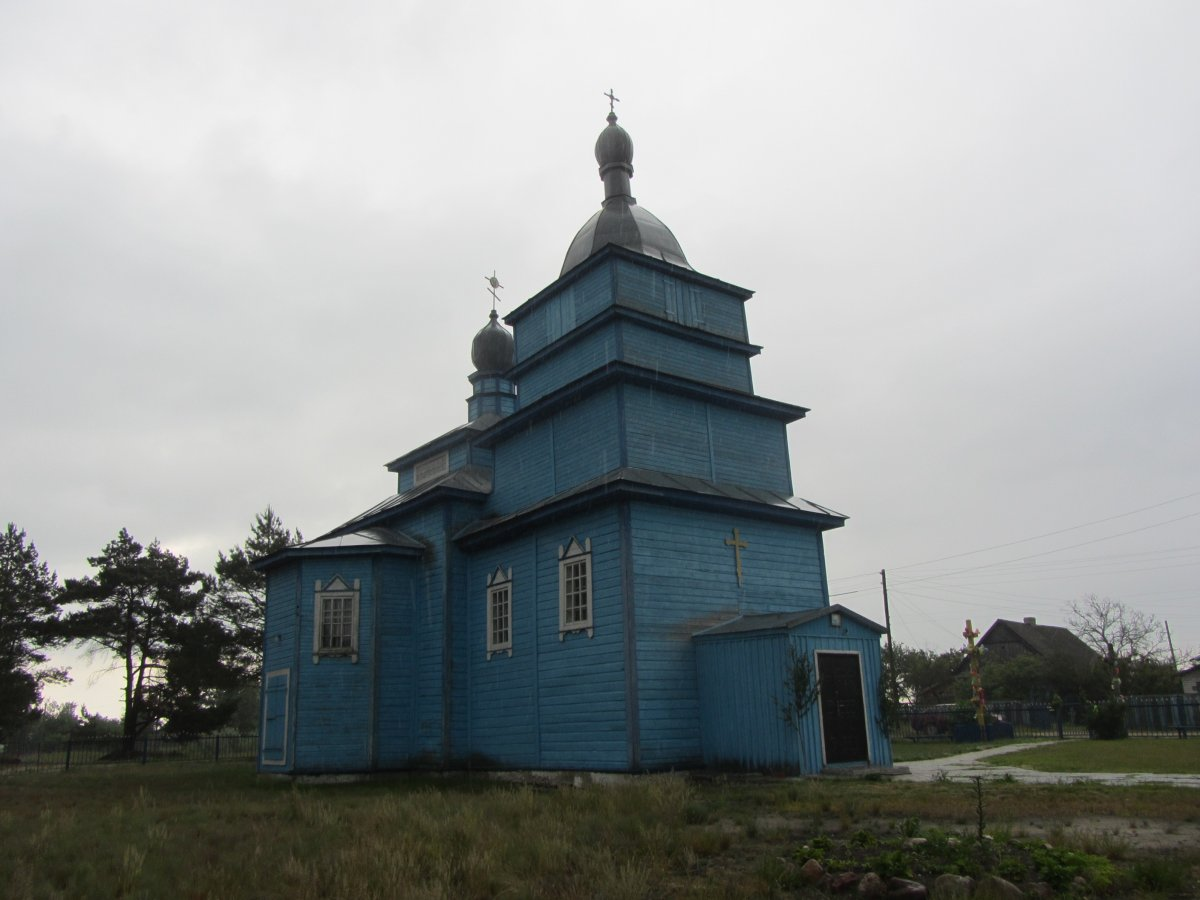
Церковь Св. Ильи
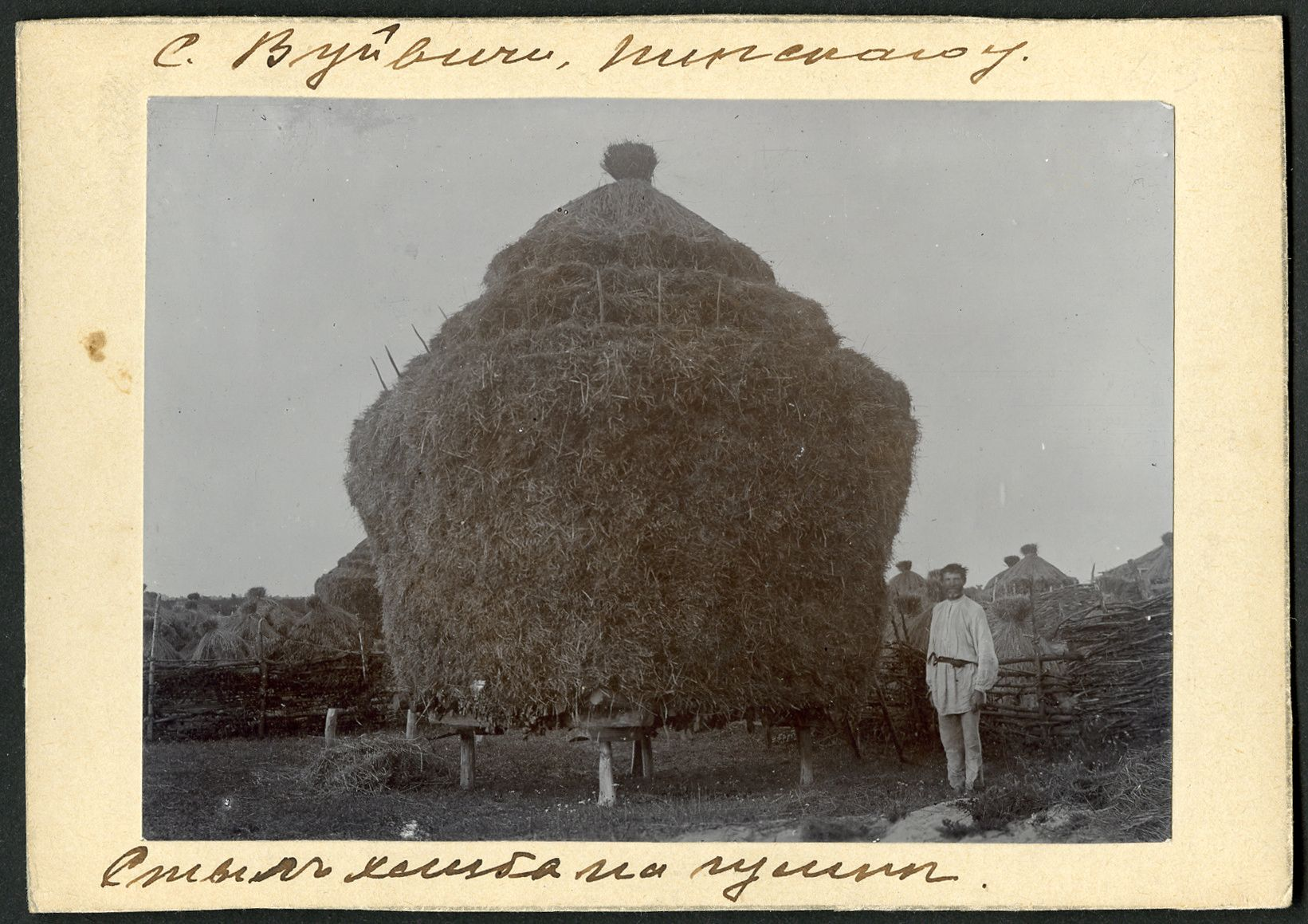
Фотография из Вуйвичей авторства Исаака Сербова